# Jan Baptist Verlooy
Jan Baptist Verlooy (1746-1797) era un jurista i polític dels Països Baixos austríacs. Va ser burgmestre de la ciutat de Brussel·les. La seva vida ha estat marcada per la lluita per l'emancipació en diversos àmbits: dret, cultura, política. És conegut per un assaig sobre la negligència de la llengua materna als Països Baixos del Sud del 1781. Hi evoca, entre d'altres, la unitat de la literatura i l'ortografia neerlandeses i la resistència contra el francès.
Va néixer al municipi d'Houtvenne, avui part d'Hulshout, on va ser batejat el 22 de desembre 1746. Verlooy era fill d'una nissaga benestant en un poble rural. Son avi, Jan (±1657-1723) era notari reial. Tenien un patrimoni immobiliari important. El 1789 es va casar amb Anne-Marie Torfs.

## Carrera
No se sap on va tenir la seva formació secundària. El 1765 es va inscriure a la Universitat de Lovaina on van llicenciar-se amb vint-i-set anys en ambdós drets el 1774. El 1775 va prestar jurament com a advocat al Consell de Brabant davant Joseph de Crumpipen i va treballar al bufet de Phillippe G. Malfait, un famós advocat liberal i adepte de les idees de la il·lustració. El 1781 va publicar en llatí el Codex Brabanticus, un inventari alfabètic del dret i de les lleis dels ducats de Brabant i de Limburg des de 1260.
Des del 1788 es va unir amb la resistència d'Hendrik Van der Noot, contra les reformes de l'emperador Josep II el que va acabar amb la revolució brabançona de 1789-1790. Va escriure uns quants pamflets per a la resistència dels demòcrates contra l'absolutisme austríac. Actuava contra el govern pels Estats Generals que li pareixia massa dominat per la noblesa i no corresponia al seu concepte democràtic. Durant l'efímera república dels Estats Units Bèlgics (1790-1790) va haver de fugir cap a França, com que el Van der Noot, el líder del moviment, no va respondre a les aspiracions democràtiques. A França va crear la societat secreta de demòcrates exiliats Pro Patria. El setembre de 1890 els austríacs van reprendre el poder després de la batalla de Falmagne.
Dos anys més tard va arribar la invasió francesa de 1792, que els austríacs van poder repel·lir. El 1793 va presidir una trobada a la catedral de Brussel·les a la qual va defensar l'annexió per França. Quan els francesos van tornar el 1794 van nomenar Verlooy com burgmestre. Era entusiasta de les idees revolucionàries de llibertat de consciència i igualtat. En un primer temps, l'ocupant semblava voler respectar les peculiaritats dels Països Baixos del sud. Quan l'ocupant francès va abandonar l'actitud tolerant dels primers dies i va començar a centralitzar l'administració i imposar el francès com a única llengua oficial a tota la república francesa, Verlooy ja va ser menys engrescat. Es va trobar en el dilema de la seva admiració per la cultura francesa i el seu amor del neerlandès i la cultura del seu propi país.
Va demetre el maig de 1795 per raons de salut. Dels dos últims anys de sa vida després de la dimissió no se sap gaire. Va morir a Brussel·les el 4 de maig de 1797.

## Obres destacades
- Codex Brabanticus (facsímil en línia), 1781.
- Verhandeling op d'onacht der moederlyke tael in de Nederlanden, 1788
- Projet raisonné d'union des Provinces Belgiques, 1790